# Unreal II: The Awakening
Unreal II: The Awakening est un jeu vidéo de tir en vue à la première personne développé par Legend Entertainment et édité sur PC par Infogrames sous la marque Atari le 3 février 2003 en Amérique du Nord et le 7 février 2003 en Europe. Le jeu a également été publié sur Xbox le 10 février 2004 en Amérique du Nord et le 23 mars 2004 en Europe. Le jeu se déroule dans un univers de science-fiction futuriste, le joueur incarnant John Dalton, un ancien soldat devenu marshall et naviguant dans l’espace à bord du vaisseau Atlantis. Lors d’une intervention dans une installation minière, il découvre l’existence d’artefacts dont il se dispute ensuite le contrôle avec deux races d’extraterrestres, les Skaarjs et les Drakks. Pour cela, le joueur est amené à intervenir sur différentes planètes sur lesquels il affronte, seul ou en équipe, des créatures souvent hostiles qu’il doit combattre à l’aide des armes et des bonus trouvés au fur et à mesure de son avancée dans le jeu. Le jeu utilise le moteur 3D UnrealEngine 2, développé par Epic MegaGames et Digital Extremes pour Unreal Tournament 2003 et Unreal Championship.
À sa sortie, Unreal II reçoit un accueil mitigé de la part de la presse spécialisée qui lui reproche sa trop grande linéarité et l’absence de mode multijoueur. Legend Entertainment travaille alors sur le développement d’une extension orienté multijoueur, baptisée Expanded multiplayer, qui est mise à disposition des joueurs en téléchargement le 9 décembre 2003.

## Trame
Bien avant les faits d’Unreal et d’Unreal Tournament, John Dalton, marshal de l'autorité coloniale terrienne, est renvoyé du corps des Marines. Le jeu commence lorsqu'il se pose sur Avalon pour prendre ses ordres et exécuter le parcours d'entraînement : il rencontrera là un homme inventeur d'un système de combat évolué qui pense le vendre à la Liandri Corporation : il est l'inventeur des tournois qui feront la fortune de la Liandri Corporation, cette dernière organisant grâce à ce système les combats des jeux de la série Unreal Tournament. Pendant sa patrouille, John et l'équipage de son vaisseau, l'Atlantis, captent un appel de détresse d'une installation minière de la Liandri Corporation. Débarquant sur place, il se heurte à des extraterrestres, les Skaarjs, contre lesquels les humains sont en guerre. Les Skaarjs désirent en effet s'emparer d'un artefact d'origine inconnue. Au fur et à mesure que le jeu avance, John doit récupérer différents artefacts, combattre les forces des différentes corporations cherchant à s'en emparer, et les Skaarjs attirés par leur pouvoirs inconnus. Il rencontrera également une race d'extraterrestres mécanisés, les Drakks, qui détiennent certains artefacts.

## Système de jeu
L'un des grands changements par rapport aux autres jeux de la série est que les personnages d’Unreal II sont bien plus lents. Les ennemis sont globalement plus rigides dans leur comportement, mais leur rapidité et leur férocité permettent de compenser la prévisibilité de leurs mouvements. Les Skaarjs par exemple se servent des mécanismes de leur bras pour tirer et sortir leurs lames de corps à corps, mais également pour parer les tirs.
Le jeu est présenté sous forme de missions se succédant, entrecoupés de bivouacs sur l'Alantis durant lesquels John reçoit ses dotations en arme, ses ordres de missions et en apprend un peu sur l'histoire.

### Armes
- Pistolet à dispersion : Portant le même nom que l'arme de base d’Unreal premier du nom, il est également semblable dans son fonctionnement : ses munitions se régénèrent grâce à un noyau quantique, il permet de tirer des rafales peu puissantes ou de charger un projectile plus lent et plus puissant, mais contrairement à son homologue d’Unreal 1, il ne peut pas être amélioré. Son intérêt est donc inexistant, d'autres armes étant fournies à chaque missions et des munitions étant disponible en abondance tout au long de l'aventure.
- Fusil d'assaut : Similaire au Stinger d’Unreal 1, le fusil d'assaut est une mitrailleuse à haute vélocité qui peut également tirer un projectile à dispersion
- Fusil à pompe : Peu puissant à longue portée mais dévastatrice à courte et moyenne portée, cette arme tirer un volée de plombs qui se dispersent. Le tir secondaire à une portée réduire à seulement quelques mètres, mais les plombs explosent au choc et enflamme les ennemis.
- Magnum : pistolet à portée moyenne extrêmement efficace contre les cibles peu ou moyennement blindés, le Magnum peu également tirer une rafale très rapide de trois balles. Cette arme appartient à Aida, qui s'occupe des communications de l'Alantis. Elle l'offre à John avant une mission particulièrement ardue.
- Lance grenades Hydre : ce lance grenade propulse des grenades à portée moyenne. Il peut tirer de nombreux types de projectiles : explosifs, grenade incendiaire efficace pour les dégâts de zones, grenade à gaz toxique, grenade étourdissante assommant les ennemis dans la zone d'impact, fumigène utiles pour couvrir une fuite, et IEM désactivant les appareils électroniques.
- Lance-flamme : tirant un jet de flamme continu, le Lance flamme peut également répandre une giclée de napalm instable qui prendra feu au bout de quelques secondes, ou pourra être enflammée par les tirs d'autres armes.
- Lance-roquette Shark : ce lance-roquette Shark peut tirer soit une roquette rapide et puissante en ligne droite, soit être verrouillé sur quatre cible différente. Dans ce cas, la roquette se divise en quatre fusée plus petites et autoguidés qui fileront chacune ver leurs cibles.
- Fusil de sniper : très longue portée et haute puissance sont les caractéristiques principales de cette arme équipée d'une lunette de visée.
- Lance Shock : arme portée par les Izarians, race esclave des Skaarjs, la lance Shock peut tirer soi un gros projectile lent et relativement puissant, soit une volée de traînées Shocks qui rebondissent sur les obstacles.
- Takkra : ces petites sphères grandes comme un point peuvent être lancée sur les ennemis. Elles se déploient alors et tournent autour de la cible en l'arrosant de rayons. Ils peuvent aussi être déployés en défense : ils tournent alors autour de celui qui les lance et tirent sur les ennemis proches.
- Canon alien : fabriqué à partir des pièces d'un Drakk détruit, ce canon peut tirer soit un rayon destructeur, soit une lanière d'énergie très efficace comme « fouet. »
- Canon à singularité : la dernière arme du jeu, fabriquée à partir du bras droit d'un Tosc, est d'une puissance colossale. Un seul tir suffit à décimer n'importe quoi se trouvant à portée des deux monstrueuses boules d'énergie (semblables a des trous noirs miniatures) tirées de ce canon.

### Interface
L’interface du jeu est similaire à celle des autres jeux de la série, la plupart des informations n’étant cependant pas affichées aux mêmes endroits. La majeure partie de l’écran est occupée par ce que voit le joueur, c’est-à-dire l’environnement et les ennemis lui faisant face. En bas à droite de cette zone, le joueur peut voir quelle arme se trouve dans sa main ainsi que les éventuels équipements supplémentaires dont il dispose et étant prêt à être utilisé. En haut à droite est indiquée la quantité de munitions dont il dispose dans son chargeur et dans sa réserve. En haut à gauche est indiqué la quantité de points de vie et d’armure du personnage. À gauche apparait une fenêtre de dialogue permettant de choisir une réponse lors des discussions avec d’autres personnages du jeu. Enfin, en bas à gauche sont précisés les objectifs de la mission en cours, une icône précisant également si le joueur possède déjà un artefact.

## Développement
À la suite des succès d’Unreal et d’Unreal Tournament, Epic développa Unreal II, dont l'histoire est censée se passer avant Unreal 1, et avant Unreal Tournament. L'équipe développant ce jeu était entièrement nouvelle, aucun membre ou presque qui avait participé à la création des deux jeux originaux ne participa à la création de cet opus.
Très attendu, le jeu fut accueilli avec une certaine froideur par la critique : le jeu étant trop court et présenté sous forme de missions reliées entre elles par un scénario rigide, il fut considéré comme mauvais par certains, bon par d'autre, mais dans l'ensemble, les joueurs considéraient Unreal II comme un bon jeu, ne méritant malheureusement pas le nom d'Unreal.

### Équipe de développement
- Producteur : Michael Verdu, Glen Dahlgren
- Directeurs artistiques : Paul Mock
- Scénariste : Bob Bates
- Concepteurs de niveaux : Scott Dalton, Grayson Edge, James Parkman, Matthias Worch
- Responsables de la programmation : Mark Poesch
- Programmation : Mike Baldwin, Sam Brown, Mike Fox, Chris Hargrove, Aaron Leiby
- Musique : Jack Wall, Clint Bajakian, Jeremy Soule, Crispin Hands[2]

## Versions et modifications

### Versions
Après trois ans de développement, Infogrames annonce le 14 janvier 2003 que Unreal II est terminé et la version PC du jeu est finalement éditée par Atari Inc. le 4 février 2003. Plusieurs mois après, le 1er mai 2003, une version de démonstration du jeu est mise à disposition en téléchargement par Legend Entertainment, celle-ci incluant un niveau de la campagne solo du jeu. Une édition spéciale du jeu a ensuite été éditée par Atari le 9 décembre 2003, celle-ci incluant notamment le mod Expanded multiplayer. Précédent la sortie de la nouvelle version du jeu et du mod, une version de démonstration de celui-ci est mise à disposition en téléchargement par Legend Entertainment le 5 décembre 2003. Enfin, la version Xbox du jeu, développée par Tantalus et Legend Entertainment, a été publiée par Atari le 10 février 2004 en Amérique du Nord et le 12 mars 2004 en Europe.

### Modification
Unreal II a bénéficié d’une extension développée par Legend Entertainment afin de donner une nouvelle composante multijoueur au jeu original, principalement tourné vers le mode solo. Baptisée Expanded multiplayer, celle-ci est mise à disposition des joueurs en téléchargement le 9 décembre 2003 et est également incluse dans l’édition spéciale du jeu. L’extension ajoute un nouveau mode de jeu multijoueur dans lequel deux équipes se disputent le contrôle de quatre artefacts, chaque équipe en contrôlant deux au début d’une partie. Pour cela, les deux équipes doivent notamment gérer leurs ressources en énergie, celle-ci permettant entre autres d’alimenter des véhicules,.
Une nouvelle carte baptisée Solaris Base et destinée à la campagne solo du jeu a également été publiée par Matthias Worch, l'un des level designer du jeu, le 7 juin 2004.

## Accueil

### Sur PC
| Unreal II: The Awakening (PC) |      |        |
| Média                         | Nat. | Notes  |
| Eurogamer                     | US   | 7/10   |
| Gamekult                      | FR   | 6/10   |
| GameSpot                      | US   | 73 %   |
| Gen4                          | FR   | 81%    |
| IGN                           | US   | 82%    |
| Jeux vidéo Magazine           | FR   | 17/20  |
| Jeuxvideo.com                 | FR   | 15/20  |
| Joystick                      | FR   | 7/10   |
| PC Gamer UK                   | GB   | 83 %   |
| Compilations de notes         |      |        |
| Metacritic                    | US   | 75 %   |
| GameRankings                  | US   | 75,4 % |

### Sur Xbox
| Unreal II: The Awakening (Xbox) |      |        |
| Média                           | Nat. | Notes  |
| Consoles +                      | FR   | 14/20  |
| Eurogamer                       | US   | 5/10   |
| GameSpot                        | US   | 61 %   |
| IGN                             | US   | 78%    |
| Jeuxvideo.com                   | FR   | 9/20   |
| Joypad                          | FR   | 6/10   |
| Compilations de notes           |      |        |
| Metacritic                      | US   | 64 %   |
| GameRankings                    | US   | 64.4 % |

## Communauté
Rapidement après la sortie d’Unreal II apparut Unreal II XMP, un mode multijoueur complexe reposant sur la recherche et la capture d'artefacts contre une équipe adverse. Le mod présente des personnages organisés en classes, et des véhicules.
Les joueurs furent vite lassés par les plantages à répétition du jeu et de son éditeur de carte (Unrealed 3.0). Malheureusement, à la suite de la fermeture de Legend Entertainment par Atari Inc., Le support n'est plus assuré. UXMP possède toujours une communauté de joueurs enthousiastes, mais l'apparition d’UTXMP, le même mod recréé pour UT2004, permet au jeu d'être encore connu.